# Nagymányok
Nagymányok är en ort i Ungern.   Den ligger i provinsen Tolna, i den sydvästra delen av landet, 140 km söder om huvudstaden Budapest. Nagymányok ligger 132 meter över havet och antalet invånare är 2 504.